# Яксатово
Якса́тово (тат. Майлыгүл) — село в Приволжском районе Астраханской области, центр Яксатовского сельсовета. Основано в 1677 году Яксат мурзой-табунным головой из местных юртовских татар. Находится в дельте реки Волги на левом берегу протоки Кизань.

## История
В 2009 году в районе села Яксатово были сделаны археологические раскопки. Проведённые раскопки свидетельствуют о том, что в конце XV—начале XVI века здесь уже существовало поселение юртовских татар, которые вели оседлый образ жизни. Всех умерших хоронили по мусульманским традициям — без одеяния и сопровождающих предметов. Встречались и отклонения от нормы, которые следует рассматривать как пережитки языческих представлений.
Упоминается в 1769 году у С. Гмелина и у П. Небольсина в 1852 году. С июля 1925 года по июль 1928 года Яксатово входило в состав Зацаревского района Астраханской губернии, с июля 1928 года по август 1930 года было в составе Астраханского района Астраханского округа Нижневолжского края, с 5 августа 1930 года по 1931 год находилось в составе Астраханского района Астраханского межрайона Нижневолжского края, с 1931 года по январь 1934 года — в составе Наримановского района Астраханского межрайона Нижневолжского края, с 10 января 1934 года по июль 1937 года Яксатово входило в состав Наримановского района Астраханского межрайона Сталинградского края, с 16 июля 1937 года по декабрь 1943 года — находилось в составе Наримановского района Астраханского округа Сталининградской области, с декабря 1943 года по 19 октября 1980 года — в составе Наримановского района Астраханской области, с 20 октября 1980 года по настоящее время — в составе Приволжского района Астраханской области.

## Население
| 2002 | 2010  | 2021  |
| ---- | ----- | ----- |
| 3391 | ↗3576 | ↗3749 |

Национальный состав: 
татары (45%), русские (38%), казахи (12%).

## Экономика
Основным занятием населения является рыболовство и выращивание бахчевых культур.

## Учреждения села
- Почта[5]
- Школа
- детский сад "Солнышко"

## Религия
Мечети
- Мечеть